# Bowlesia argenticaulis
Bowlesia argenticaulis là một loài thực vật có hoa trong họ Hoa tán. Loài này được Mathias & Constance mô tả khoa học đầu tiên năm 1971.